# Dicranella paucifolia
Dicranella paucifolia är en bladmossart som beskrevs av Jean Édouard Gabriel Narcisse Paris 1900. Dicranella paucifolia ingår i släktet jordmossor, och familjen Dicranaceae. Inga underarter finns listade i Catalogue of Life.